# Lyman C. Craig
Lyman Creighton Craig (* 12. Juni 1906 in Palmyra (Iowa); † 7. Juli 1974) war ein US-amerikanischer Chemiker.
Craig studierte an der Iowa State University, wo er 1928 den Bachelor-Abschluss erhielt und 1931 bei Ralph M. Hixon mit dem Thema Insecticidal action in the nitrogen heterocyclics promoviert wurde. Als Post-Doktorand war er an der Johns Hopkins University und ab 1933 als Forschungsassistent (und Assistant Professor) für chemische Pharmakologie am Rockefeller Institute in New York City. Während des Zweiten Weltkriegs arbeitete er an Anti-Malaria Medikamenten. 1949 wurde er Professor und Mitglied des Rockefeller Institute, an dem er den Rest seiner Karriere blieb.
Er erfand in den 1930er Jahren bei seinen Forschungen über Anti-Malaria-Mittel (und Insulin-Untersuchung) die CCD (countercurrent distribution) Technik (auch Craigsche Apparatur), um chemische Substanzen in ihre Bestandteile zu zerlegen. Dabei wird die zu untersuchende Substanz einer Folge von Mischungs- und Entmischungsprozessen mit zwei Lösungsmitteln unterworfen, die untereinander nicht mischbar sind und von denen eine die schweren Komponenten der Substanz löst, die andere die leichteren. Die Technik eignete sich sowohl zur Analyse als auch zur reinen Darstellung zum Beispiel von Medikamenten. Mit ihrer Hilfe gelang ihm auch in den 1940er Jahren die Analyse der ersten Antibiotika, die sein Kollege René Dubos am Rockefeller Institute fand (insbesondere Thyrocidine). Mit seinen Methoden verbesserte er auch die Dialyse. 1934 fand er die Craigsche Pyridin-Bromierung zur Gewinnung von 2-Brompyridin aus 2-Aminopyridin.
1950 beschrieb er mit Kollegen auch erstmals den Rotationsverdampfer.
Er erhielt den Albert Lasker Award for Basic Medical Research (1963), die Kolthoff Medal der American Pharmaceutical Association und den Fisher Award für Analytische Chemie der American Chemical Society. 1950 wurde er in die National Academy of Sciences, 1961 in die American Academy of Arts and Sciences gewählt.